# Estación Central del Campo de Tarragona
La Estación Central del Campo de Tarragona es un proyecto de estación ferroviaria que se ubicará al sur del aeropuerto de Reus, en la región del Campo de Tarragona, para posibilitar un enlace entre las ciudades de Tarragona y Reus (unos 3 km desde ambas ciudades) con la Madrid-Barcelona y el Corredor Mediterráneo.
La zona donde se ubicará la estación estuvo muchos años parada debido a la incertidumbre sobre el inicio de su construcción, finalmente se optó por construir una simple línea recta en vía doble.
En la actualidad los alcaldes de la zona firmaron un pacto de ferrocarril, el cual uno de los puntos contemplaba reclamar a Fomento la "estación intermodal del Campo de Tarragona", haciendo referencia a la conexión entre el aeropuerto y la estación de alta velocidad. Los alcaldes de la zona han propuesto un apeadero (2 vías centrales sin parada y 2 vías laterales con andén) para reducir los costes de esta nueva estación, ya que gran parte de su presupuesto fue dedicado a la actual estación de alta velocidad del Campo de Tarragona situada entre La Secuita y Perafort.

### Estación proyectada
La estación dispondrá de seis andenes de ancho estándar que enlazarán hacia el nordeste con la LAV Madrid-Barcelona y hacia el suroeste con un cambiador de ancho de estándar a ibérico para enlazar con Corredor Mediterráneo.
Estaba previsto que la estación entrara en funcionamiento en 2012. Con esto el Ministerio de Fomento de España quería posibilitar que el alta velocidad llegara a la ciudad de Tarragona.
Se llegaron a publicar tres renders de esta estación (Imagen 1) (enlace roto disponible en Internet Archive; véase el historial, la primera versión y la última). , (Imagen 2) (enlace roto disponible en Internet Archive; véase el historial, la primera versión y la última). y (Imagen 3) (enlace roto disponible en Internet Archive; véase el historial, la primera versión y la última).

### Situación actual
La estación sigue oficialmente incluida en los planes territoriales nacionales, autonómicos y locales pero no está planificada su construcción. En su emplazamiento se acabó realizando una vía doble recta que si bien no permite la parada de ningún tren facilitaría la construcción en paralelo. Los alcaldes de la zona la llaman "Estación intermodal del Campo de Tarragona" y reclaman su construcción.
A raíz del anuncio de la nueva estación de alta velocidad del Aeropuerto de Gerona varias personas se pronunciaron reclamando la estación intermodal que tantos años se estuvo esperando y que el Aeropuerto de Reus también podía ser la cuarta pista del Prat.
El 5 de agosto de 2019 Ferrocarriles de la Generalidad de Cataluña ha sacado a concurso la redacción del estudio informativo sobre el proyecto de TramCamp, cuya segunda fase contempla una conexión entre esta hipotética estación ferroviaria y el aeropuerto de Reus. Ni Adif ni Fomento se han pronunciado.